# Trapelus agilis
Trapelus agilis es una especie de reptil escamoso del género Trapelus, familia Agamidae. Fue descrita científicamente por Olivier en 1807.
Habita en Irán, Pakistán, India, Rusia, Turkmenistán, Tayikistán, Uzbekistán, Kazakstán, China, Irak y Afganistán.

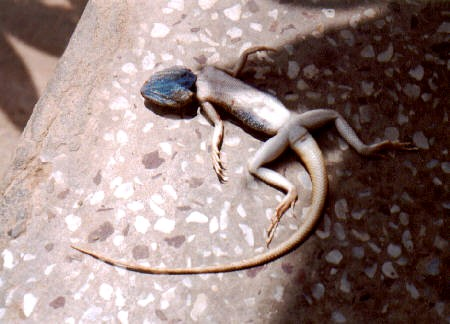
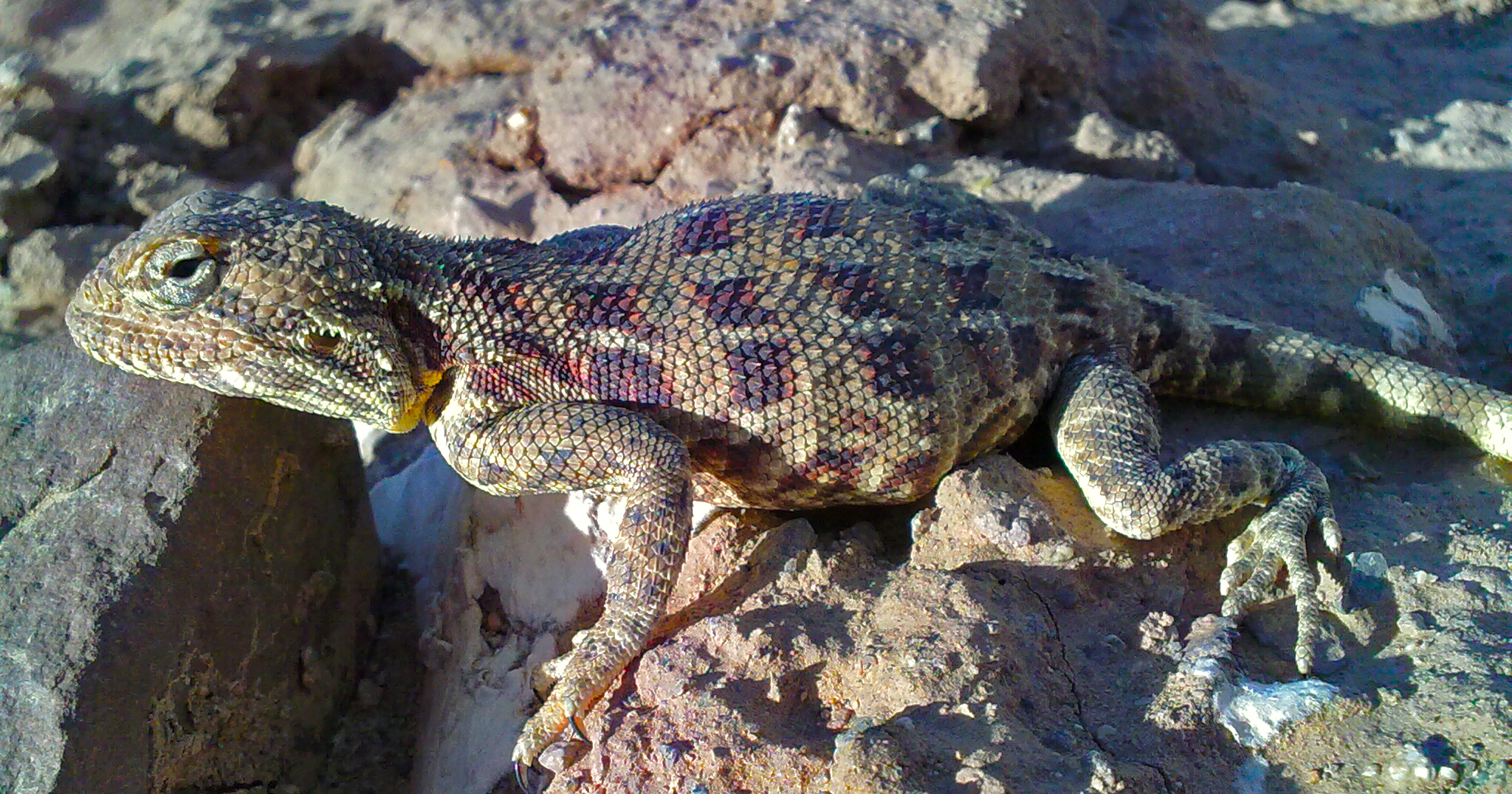
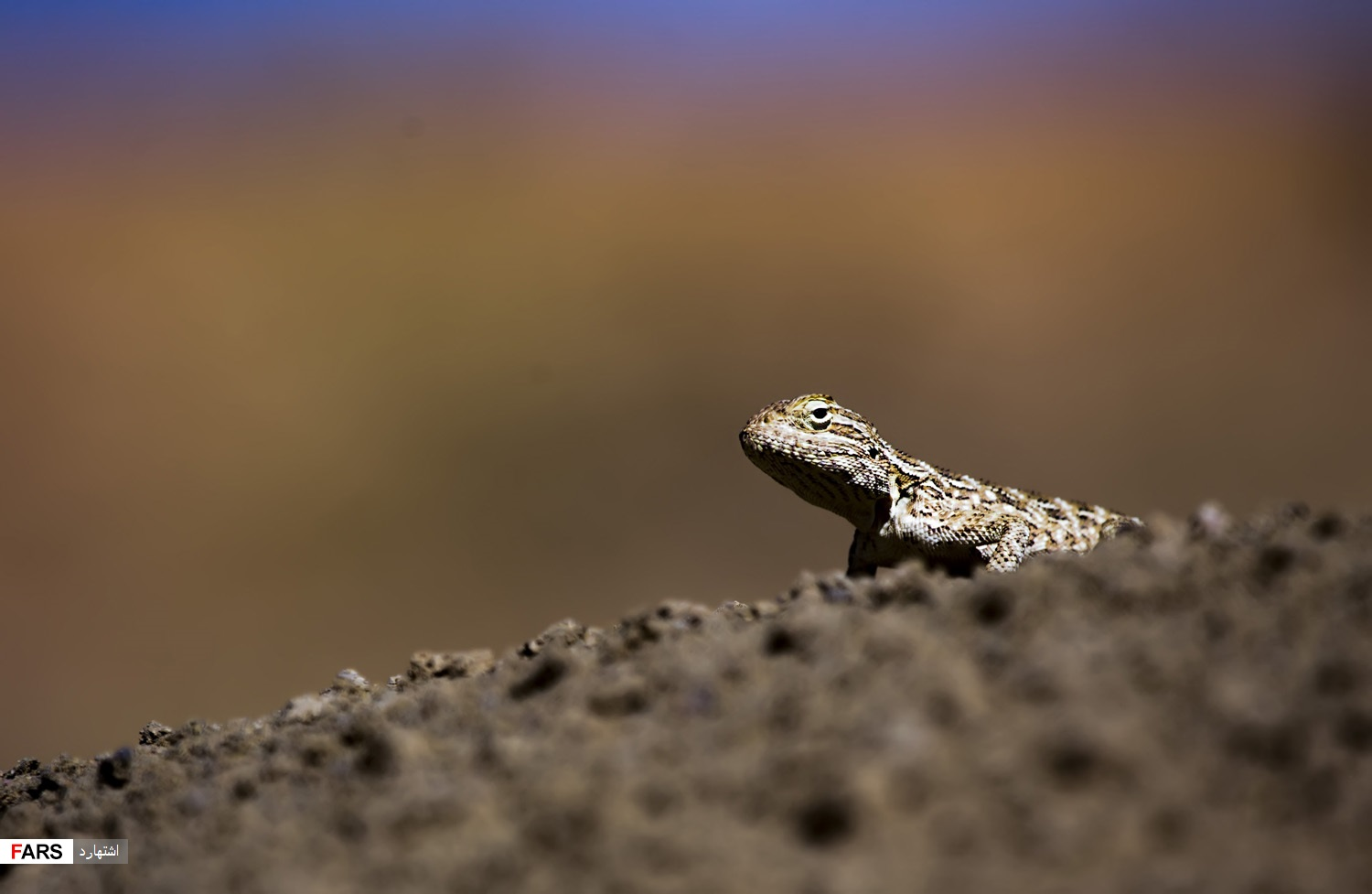
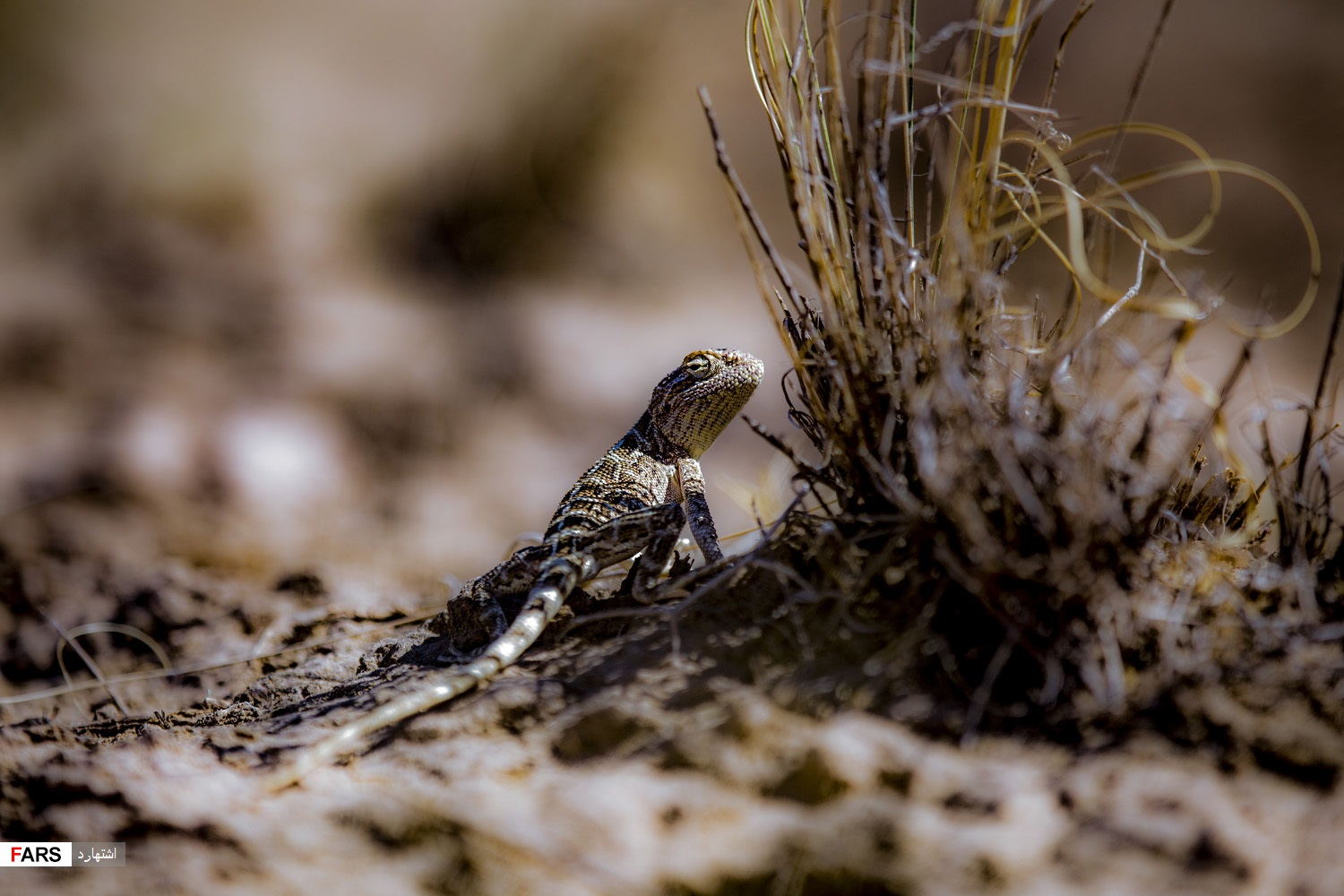